# Dune II : La Bataille d'Arrakis
Pour les articles homonymes, voir Dune (homonymie) et Dune 2.
Dune II : La Bataille d'Arrakis (Dune II: The Building of a Dynasty en version américaine, rebaptisé Dune II: The Battle for Arrakis en Europe) est un jeu vidéo de stratégie en temps réel développé par Westwood Studios et inspiré de l'univers de science-fiction du film de David Lynch Dune sorti en 1984 lui même adapté du roman éponyme écrit par Frank Herbert. La version PC du jeu, fonctionnant sous DOS, est publiée en 1992 par Virgin Interactive avant d'être édité sur Amiga et Mega Drive (sous le nom de Dune : The Battle for Arrakis pour cette dernière) en 1993 et sur Acorn Archimedes en 1995. Un remake appelé Dune 2000 et fonctionnant sous Windows est publié en 1998 sur PC avant d'être porté sur PlayStation en 2000 et sur Atari Falcon 030 en 2016. Westwood développe ensuite une suite appelé Empereur : La Bataille pour Dune qui est publié le 14 juin 2001 par EA Games.
Inspiré du film de David Lynch lui même adapté du roman de Frank Herbert, le jeu se déroule sur une planète désertique appelée Arrakis (et surnommée Dune) sur laquelle les maisons Atréides et Harkonnen s'affrontent pour le contrôle de l'épice, une précieuse substance décuplant les capacités des êtres humains. Le jeu introduit également une faction non présente ni dans l'univers du film ni dans l'univers du roman, la Maison Ordos, et permet au joueur d'affronter la puissante légion des Sardaukars composée de soldats fanatiques aux ordres de l’empereur.
Dune II est considéré comme ayant révolutionné le genre du jeu de stratégie et comme ayant établi les règles définissant encore aujourd'hui les jeux de stratégie en temps réel. Le jeu introduit notamment le concept du « récolter-construire-conquérir » qui différencie les STR modernes des god games et qui sera ensuite repris par une large majorité des jeux de ce genre incluant Command and Conquer, Warcraft, StarCraft, Age of Empires ou Total Annihilation. Dune II est très bien accueilli à sa sortie, les journalistes spécialisés mettant en avant son système de jeu innovant et son interface facile à prendre en main.

## Trame

### Univers

Le griffon bleu, symbole des Harkonnens.

Dune II : La Bataille d'Arrakis prend place dans un univers de science-fiction inspiré du roman Dune écrit par Frank Herbert et publié en 1965. Dans le roman, l'humanité a colonisé une grande partie de l'univers et s'est libérée du joug des machines pensantes lors du Jihad Butlérien. Toute forme d'intelligence artificielle est depuis proscrite et les tâches autrefois assurées par les ordinateurs le sont maintenant par des humains. Les mentats sont ainsi de véritables ordinateurs vivants et les vaisseaux intersidéraux sont maintenant pilotés par des navigateurs, seuls capables de calculer des trajectoires sûres lors des voyages spatiaux. Ceux-ci tirent leurs capacités hors du commun d'une substance appelée épice qui leur confère le don de prescience. La seule source connue d'épice est Arrakis, une planète désertique surnommée Dune, qui focalise l’attention des grandes puissances de l'univers.

### Scénario
L’empereur Frederick IV, qui gouverne l'ensemble de l'univers connu, souhaite augmenter la production d’épice. Il fait pour cela une offre à trois factions, les maisons Atréides, Harkonnens et Ordos, à qui il promet le contrôle d’Arrakis à celle qui lui livrera la plus grande quantité d’épice.

Le faucon rouge, symbole des Atréides.

Les Atréides sont de nobles guerriers natifs de la verdoyante planète Caladan et cherchant généralement à trouver une issue pacifique aux conflits. Les Harkonnens sont des êtres cruels et sanguinaires venant du monde Giedi Prime qu'ils dirigent d’une main de fer. Les Ordos, qui n'apparaissent pas dans le roman, sont des commerçants spécialisés dans la manipulation et originaire d'une planète recouverte par les glaces. Le joueur incarne le commandant d'une de ces trois maisons et doit envoyer ses troupes sur Dune dans le but de conquérir la planète et d'en tirer un maximum d'épice. En plus des deux maisons concurrentes, le joueur se trouve confronté lors de certaines missions aux légions Sardaukars, une faction de soldats d’élite au service de l’empereur.

## Système de jeu
Bien que n’étant pas le premier jeu de stratégie dont l’action se déroule en temps réel, Dune II est considéré comme ayant révolutionné le genre et comme ayant établi les règles définissant encore aujourd'hui les jeux de stratégie en temps réel,. Le jeu introduit notamment le concept du « récolter-construire-conquérir » qui, d’après le site GameSpot, différencie les STR des autres jeux de stratégie dont l’action se déroule en temps réel comme les god game et qui sera repris par une large majorité des jeux de ce genre incluant Command and Conquer, Warcraft, StarCraft, Age of Empires ou Total Annihilation,,. Dans Dune II, le joueur doit ainsi collecter des ressources lui permettant de construire des bases et de créer des troupes afin de combattre l'armée adverse jusqu'à obtenir la victoire. Trois factions sont disponibles dans le jeu, la Maison Atréides (en bleu), la Maison Harkonnen (en rouge) et la Maison Ordos (en vert), chacune d’elles disposant d’unités et d'armes spécifiques en plus des unités standards communes aux trois maisons. Lors de certaines missions, le joueur doit affronter les Sardaukars (en rose) représentant l'empereur et qui sont contrôlés par l’ordinateur,.

### Économie
Dune II demande au joueur de collecter une ressource, l’épice, pour développer sa base et créer des troupes armées.
Le joueur dispose dès le début de la partie d’un chantier de construction lui permettant de construire des dalles de béton, qui servent de fondations pour d’autres bâtiments, ou des pièges à vent permettant d’alimenter ses installations en énergie,. Une fois le chantier sous tension, le joueur peut construire des bâtiments plus avancés comme des raffineries. Celles-ci sont livrées avec une moissonneuse — pouvant s'aventurer dans le désert pour récolter l’épice — et peuvent convertir cette épice en crédit permettant de construire d’autres bâtiments ou des unités,. Pour stocker l’épice, le joueur doit ensuite construire des silos, tout surplus de ressource étant perdu,.

### Création de troupes
Dune II introduit ensuite un système d’interdépendance entre les bâtiments, la construction des usines permettant de produire les unités les plus avancées nécessitant d'avoir au préalable construit des bâtiments plus basiques comme l’usine de production de véhicules légers. Au fur et à mesure que le joueur construit de nouveaux bâtiments, il gagne ainsi accès à de nouvelles options. Le premier bâtiment permettant de produire des troupes, la caserne, permet de former des unités d'infanterie légère. Des unités d'infanteries lourdes deviennent accessibles en construisant un centre d’entrainement spécifique alors que des usines permettent de produire des véhicules plus ou moins avancés comme des quads ou des tanks,. Toutes les unités ne sont cependant pas accessibles pour toutes les maisons. Prenons l'exemple des véhicules légers : les Atréides peuvent produire des quads et des trikes (plus faibles mais plus rapides) alors que les Harkonnens ne peuvent construire que des quads et que les Ordos disposent en plus des quads des raiders (unité terrestre la plus rapide du jeu et totalement inaccessible à leurs concurrents). En construisant un starport, le joueur peut également acheter directement des armes (sauf l'infanterie et les unités spéciales) auprès de la Guilde spatiale,. Ainsi, le trike, qui ne peut être produit que par les Atréides, peut être acheté par les autres maisons.

### Interface
L'écran principal de Dune II est divisé en plusieurs parties. La plus grande partie sur la gauche, appelé « fenêtre tactique » est la partie du territoire sur laquelle le joueur opère que ce soit lors de la construction de sa base ou lors des combats. En bas à droite, se trouve ce qu’on appelle communément la mini-carte et qui correspond à une carte de l'ensemble du territoire pouvant être exploré par le joueur au cours de la partie. Les zones non explorées par le joueur apparaissent initialement en noir sur la carte principale et la mini-carte et le joueur doit donc les explorer à l'aide de ses troupes pour en gagner la vision. Afin de voir l'espace exploré par ses troupes sur la mini-carte, il doit au préalable construire un radar. Tout en haut se trouvent également le compteur de ressource indiquant la quantité de crédit que le joueur a en stock et le bouton qui permet d'accéder au service d’un mentat,.
Les unités sont contrôlées individuellement à l'aide de la souris via la « fenêtre tactique ». Pour déplacer ou faire attaquer une unité, le joueur doit simplement pointer-et-cliquer ce qui, à l'époque, est inédit dans un jeu de ce type. Pour créer des troupes, le joueur doit cliquer sur un bâtiment de production dans la fenêtre tactique puis cliquer sur l'image de celui-ci dans la fenêtre de commande. Cela fait apparaître l'écran de production qui affiche la liste des unités pouvant être produites,.

### Mode de jeu
La campagne du jeu est composée de neuf missions, les deux premières permettant de se familiariser avec le jeu en demandant de récolter une certaine quantité d'épice. Les niveaux suivants demandent au joueur d'éliminer l'intégralité de la ou des bases ennemis pour remporter la victoire,. Les objectifs des missions sont donnés au joueur par un mentat qui peut également fournir de l'aide au joueur au cours des missions en lui fournissant des renseignements. À chaque fin de mission, en plus d'un compte-rendu incluant la quantité d'épice collectée et les bâtiments et unités détruits, une carte de Dune permet au joueur de choisir sa prochaine mission, l'objectif étant de conquérir l'intégralité des territoires de la planète,.
Chaque niveau propose des armes de plus en plus sophistiquées, chères et difficiles à obtenir. À partir du niveau quatre, une usine d'armement lourd est à disposition, pour créer des chars. Au niveau cinq, le joueur aura intérêt à construire une usine de matériel volant qui lui permettra d'automatiser sa quête d'épice (qui lui apporte les finances). Au niveau six, il pourra commander son matériel de combat qui lui sera livré via une navette venant sur le starport. Il faudra là négocier les prix, attendre qu'ils descendent pour recommander, et parfois se faire rouler. Le starport reste jusqu'à la fin un bon moyen de se procurer énormément de matériel, car les usines deviennent incapables d'en produire plus d'un certain nombre et les prix sont parfois plus bas que lors d'une production classique. Au niveau cinq, une installation d'entretien et de réparation de son matériel roulant lui est proposé. Au niveau sept, le centre de recherche "IX" lui permettra de développer des nouveaux armements, différents selon la "maison" auquel il appartient.

## Développement

### Influences
D'après le producteur du jeu Brett Sperry, le système de jeu de Dune II s'inspire en partie des jeux de stratégie Populous et Herzog Zwei, publiés en 1989, ainsi que des précédents titre développé par Westwood Studios - Eye of the Beholder et Eye of the Beholder II - sortis en 1990 et 1992,. Les programmeurs Joseph Bostic et Mike Legg mentionnent également l'influence du jeu de stratégie au tour par tour Civilization publié en 1991. Toujours d'après Brett, la conception et le principe de fonctionnement de l'interface de Dune II s'inspirent principalement de l'interface du système d'exploitation d’Apple Mac OS qui privilégie l’utilisation de la souris plutôt que du clavier. Ce système est aussi mis en avant par Joseph Bostic qui précise que le principal avantage de Dune II sur Herzog Zwei réside dans l'utilisation de la souris, jugée plus pratique qu'un clavier ou qu’une manette de jeu pour contrôler individuellement des unités, qu'il considère comme une des innovations majeures ayant contribué a rendre le genre plus accessible.

### Historique
Westwood Studios est fondé en 1985 par Louis Castle et Brett Sperry,. Au départ spécialisé dans les portages sur Amiga et Atari ST, le studio développe son premier jeu original – Mars Saga – en 1988 avant de connaître un certain succès avec la série des Eye of the Beholder et d'être racheté par Virgin Games en 1992.
L'idée d’un jeu inspiré de l'univers de Dune est mise sur la table lorsque Martin Alper, président de Virgin Games, annonce à Brett Sperry que la société détient les droits pour réaliser un jeu vidéo inspiré du film et qu’il lui propose de s’en charger. Le développement d'un jeu inspiré du film avait déjà été confié à Cryo Interactive mais celui-ci a été annulé et Martin Alper pense alors que son développement a été stoppé. Cryo termine néanmoins le jeu en urgence, celui-ci est publié en mars 1992 sous le nom de Dune et Virgin Games décide de renommer le jeu de Westwood Dune II: The Building Of A Dynasty bien que celui-ci n'ait aucun rapport avec son prédécesseur.
L'équipe de programmation du jeu est dirigée par Joseph Bostic, Brett Sperry étant chargé de la conception. Celui-ci a une idée claire de la façon dont doit fonctionner le jeu mais il ne parvient pas à expliciter certains concept à l'équipe de programmeurs. La première version du jeu se révèle ainsi décevante, les combats ne faisant intervenir que quatre à huit unités par camps et le jeu se révélant beaucoup trop court. Les développeurs travaillent alors à inclure du contenu supplémentaire dans le jeu en ajoutant des obstacles sur le champ de bataille, en travaillant sur les mécanismes de productions d'unités et de construction de bases et en créant un système de brouillard de guerre. Brett Sperry raconte s'être alors inspiré du travail de Sid Meier sur Civilization pour rendre Dune II plus intéressant.
Le jeu est finalement publié en 1992. Les développeurs décident alors de le désigner comme un jeu de stratégie en temps réel plutôt que comme un wargame pour le différencier des autres jeux de stratégies et pour montrer aux revendeurs que le concept de celui-ci est inédit.

## Accueil
| Dune II                  |      |       |
| Média                    | Pays | Notes |
| Sur PC (1992)            |      |       |
| Gen4                     | FR   | 91 %  |
| Tilt                     | FR   | 85 %  |
| Sur Amiga (1993)         |      |       |
| Amiga Action             | GB   | 88 %  |
| Amiga Format             | GB   | 90 %  |
| Amiga Force              | GB   | 89 %  |
| Amiga Power              | GB   | 91 %  |
| Amiga User International | GB   | 94 %  |
| Computer and Video Games | GB   | 89 %  |
| CU Amiga                 | GB   | 85 %  |
| Joystick                 | FR   | 90 %  |
| The One Amiga            | GB   | 90 %  |
| Sur Mega Drive (1993)    |      |       |
| Consoles +               | FR   | 91 %  |
| Joypad                   | FR   | 85 %  |
| Player One               | GB   | 95 %  |

Bien qu'à sa sortie, le concept de Dune II, inspiré de SimCity et de Civilization, soit parfois décrit comme manquant d'originalité, les versions PC et Amiga du jeu sont très bien accueillies par la presse spécialisée qui souligne entre autres la qualité de sa réalisation,. Les graphismes sont ainsi décrits comme « agréables » et comme permettant de bien distinguer ce qui se passe à l'écran, certains critiques notant que les nombreuses animations « rendent le jeu très vivant »,. L'ambiance sonore est aussi mise en avant par les critiques qui saluent notamment l’utilisation de voix digitalisées et le fait que le volume sonore s’adapte en fonction de la distance. La qualité du son est ainsi décrite par Joystick comme étant « à tomber par terre », Gen4 notant que les bruitages et la musique sont « très sympathique »,. L'interface du jeu est considéré comme aussi bonne, voire meilleure, que celle d’Utopia ou de SimCity, certaines critiques soulignant l’excellente jouabilité et l'intérêt pratique de la souris qui permet de déplacer une unité en cliquant simplement dessus puis en lui indiquant sa destination,,. Certaines critiques regrettent néanmoins que la campagne du jeu soit trop courte et que les objectifs des missions manquent d'originalité, le magazine Tilt notant que l'impossibilité de conclure des alliances limite l'ampleur du jeu,.
Ce jeu est classé « 96e meilleur jeu de tous les temps » selon le site français Jeuxvideo.com.

## Postérité

### Impact sur le genre
Si en termes de concept, Dune II ne constitue qu’une avancée mineure par rapport à ses prédécesseurs, comme Herzog Zwei (1989), son succès et son influence est considérable. C’est en effet lui qui donne son nom au genre, le terme jeu de stratégie en temps réel étant utilisé pour la première fois par Brett Sperry, le producteur du jeu, pour tenter de le décrire alors qu’il est encore en cours de développement. Il est aussi le premier jeu de stratégie en temps réel à véritablement marquer les esprits, ainsi que celui qui définit le genre et les jeux qui lui succèdent,. Il introduit en effet le concept du « récolter-construire-conquérir » qui, d’après le site GameSpot, différencie les STR des autres jeux de stratégie dont l’action se déroule en temps réel, comme les god game, et qui est ensuite dans une large majorité des jeux du genre, incluant notamment Command and Conquer, Warcraft, StarCraft, Age of Empires ou Total Annihilation ,.

### Suites
Alors que le développement de Dune II touche à sa fin, Brett Sperry commence à travailler sur son successeur. C’est pourtant Blizzard Entertainment qui publie en novembre 1994 le premier jeu de stratégie reprenant le concept du Dune II : Warcraft: Orcs and Humans. Celui-ci transpose le système de jeu de son modèle dans un univers médiéval-fantastique et précède de quelques mois le nouveau jeu de stratégie en temps réel de Westwood Studios - Command and Conquer - qui est publié en août 1995,. Warcraft II: Tides of Darkness sort en décembre 1995 et devient alors le principal rival de Command and Conquer. La rivalité entre les deux titres est aujourd’hui considérée comme ayant fortement contribué à populariser le genre, et les séries qu’ils initient alors connaîtront un important succès commercial,. Command and Conquer détenait ainsi en 2002 le record de vente pour une série de STR avec plus de 15 millions de titres vendus, Blizzard Entertainment détenant avec StarCraft le record de vente pour un STR avec plus de 11 millions de titres vendus,.
Il connaît un remake en 1998, Dune 2000,
Il est disponible dans une version jouable sur Navigateur en 2012.